# Chlamydopsis setipennis
Chlamydopsis setipennis är en skalbaggsart som beskrevs av Oke 1923. Chlamydopsis setipennis ingår i släktet Chlamydopsis och familjen stumpbaggar. Inga underarter finns listade i Catalogue of Life.